# スイートモンスター
スイートモンスター（韓国語: 스위트몬스터, 英語: Sweet Monster）は、大韓民国のキャラクター。もともとはポップコーンアイスを主力とするアイスクリームショップとして2014年に誕生した。「人生は苦いもの。スイーツを楽しもう。（英語: Life is bitter, Enjoy Sweets.）」をコンセプトに、チョコレートやレモン、ポップコーン、クッキー、ケーキなど様々なデザートをモチーフにしたキャラクターをベースにビジネス展開しており、韓国国外6カ国に進出したグローバルブランドとなっている。

## 設定
それぞれのモンスターたちは、スイートランドに住んでおり、工場を営みながら人々のストレスを集めて甘さに変えている。
ブルーモン（韓: 블루몬, 英: Bluemon）
海のような広い心の持ち主。
ピンクモン（韓: 핑크몬, 英: Pinkmon）
活発な性格で趣味はジャンプ。
チョコモン（韓: 초코몬, 英: Chocomon）
心理相談を趣味としている。カウンセリングの資格を持っており、オレンジモンの相談相手になっている。
レモン（韓: 레몬, 英: Lemon）
じっとしていられない性格で、いたずらが好きである。
エッグモン（韓: 에그몬, 英: Eggmon）
掃除が趣味で愛嬌がある性格である。すぐに恋に落ちる。
オレンジモン（韓: 오렌지몬, 英: Orangemon）
臆病な性格。レモンに転がったら甘くなると言われて転がり始めた。
クッキーモン（韓: 쿠키몬, 英: Cookiemon）
ダンスが趣味で周りの注目を集めることが好き。
ケーキモン（韓: 케익몬, 英: Cakemon）
趣味はクイズで、気分によって頭に乗っているイチゴの色が変わる。
チョコボールモン（韓: 초코볼몬, 英: Chocoballmon）
ポップモン（韓: 팝몬, 英: Popmon）
2匹の趣味は映画鑑賞で、情報通である。

## 商品展開の例
- タオル[4]
- お菓子（スナック[5][6]、グミ[7][8][9]）
- ゲーム[10][11]